# Никола Станев
Никола Станев е български историк.

## Биография
Роден е на 1 август 1862 година в село Феда-Бей, Търновско. Учи в родното си село, а след това при учителите Никола Козлев и Никола Макариополски в Плаково.
Участва като доброволец в обоза на Българското опълчение по време на Руско-турската война от 1877 – 1878 година.
След това учи в Петропавловската духовна семинария край Лясковец при Трайко Китанчев и митрополит Климент Търновски. Участва дейно в подготовката на Съединението, а след това е доброволец в Ученическия легион по време на Сръбско-българската война. Завършва Семинарията с отличие и става учител в Търновската мъжка гимназия „Свети Кирил“. Учителства в Априловската гимназия, в София и други.
От 1892 година е началник на отдел в Министерство на народното просвещение и е редактор на „Сборник за народни умотворения“. През 1901 година е сред основателите на Съюза на българските учители и негов председател до 1933 година. Редактор е на „Училищен вестник“ и сътрудничи на списанията „Училищен преглед“, „Венец“, „Българско дружество“ и други. Той е сред учредителите на Българското историческо дружество, Върховния читалищен съюз и Дружеството за борба с туберкулозата. През 1936 година посещава село Голямо Белово, запознава се с неиздадените спомени на свещеник Михаил Радулов и слуша разказите на местните хора за Априлското въстание. След това пише книгата „Дейност на Голямо Белово във въстанието през 1876 г. (Живот и страдания на свещеник Михаил Ц. Радулов)“. 
През 1942 година във Велико Търново излиза изследването му "История на великотърновската предбалканска котловина; селата Присово, Пчелище, Церова Кория, Къпиново, Миндя, Мариино, Плаково, Големаните, Килифарево и Дебелец със 129 образа", съдържащо уникални родословия на местни учители и  църковни служители.
През 1943 година издава книгата „История на България 1878 – 1942 година“. Умира на 14 март 1949 година в София.